# Filetieren

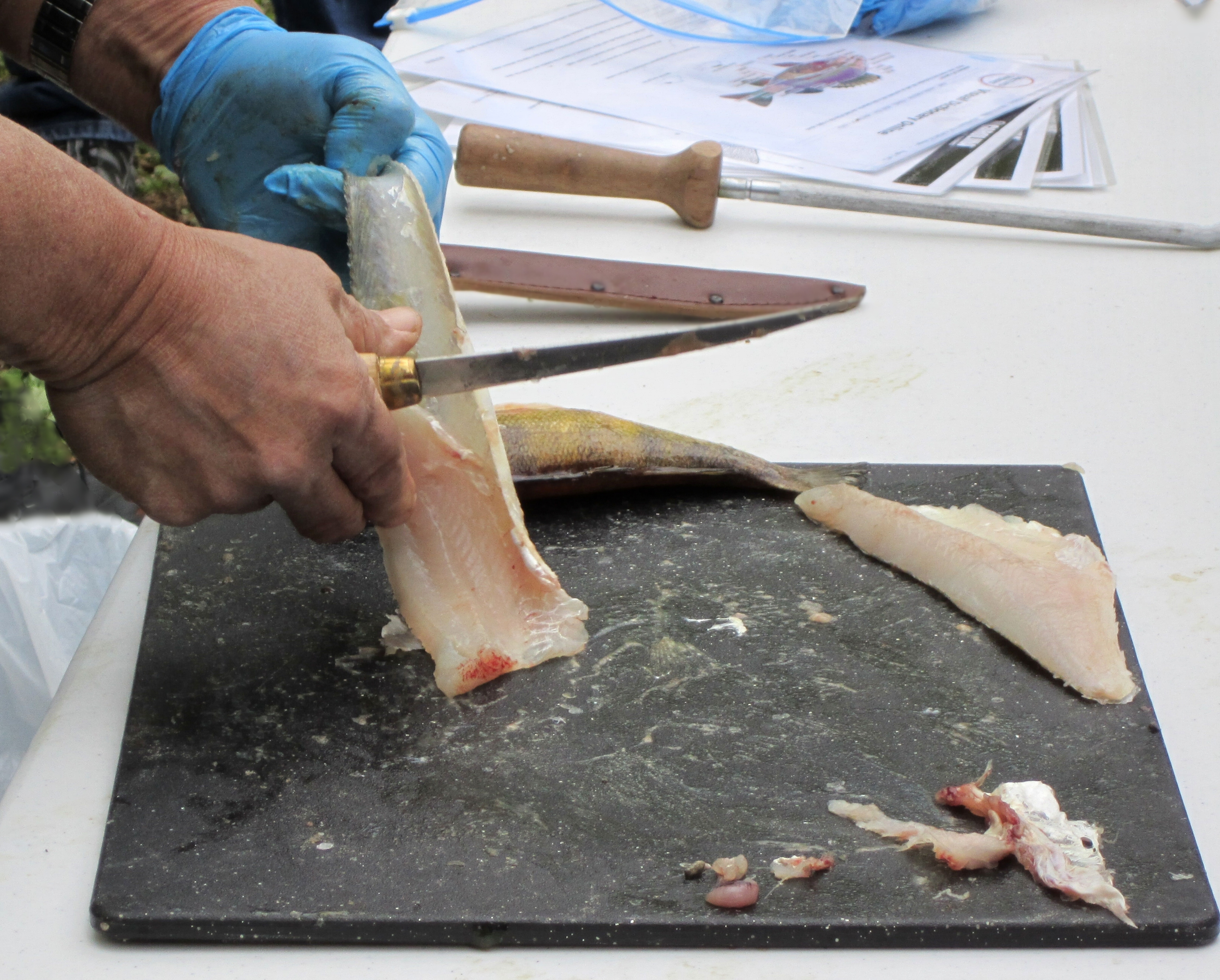
Filetieren von Fisch, hier Ablösen eines Filets von der Haut

Als Filetieren (auch filieren) bezeichnet man ein Vorbereitungsverfahren bei der Lebensmittelherstellung zur Entfernung ungenießbarer bzw. unerwünschter anhaftender Teile.
- Das Lösen der fleischigen Seitenteile eines ausgenommenen Fischs von den Gräten und Haut zur Gewinnung von Filets bzw. Fischschnitten.
- Bei Zitrusfrüchten das Entfernen von Schale und Häuten bis zum Fruchtfleisch.
- Bei Schlachttieren das Heraustrennen des Fleisches auf beiden Seiten des Rückgrats